# Tomoji Tanabe
Pour les articles homonymes, voir Tanabe.
Tomoji Tanabe (田鍋 友時, Tanabe Tomoji), né le 18 septembre 1895 et mort le 19 juin 2009, a été, depuis la mort de Emiliano Mercado del Toro (115 ans) le 24 janvier 2007 jusqu'au jour de sa mort l'homme le plus âgé du monde.
Il est mort à l'âge de 113 ans à son domicile de Miyakonojō, commune située sur l'île de Kyūshū.
Le vieil homme avait cité parmi ses secrets de longévité une alimentation abondante mais équilibrée, ainsi qu'une hygiène de vie sans alcool ni cigarette. Il laisse huit enfants, 25 petits-enfants, 53 arrière-petits-enfants et six arrière-arrière-petits-enfants.